# Stefano Angeleri
Pour les articles homonymes, voir Angeleri.
Stefano Angeleri (né le 26 août 1926 à Castellazzo Bormida au Piémont, et mort le 31 janvier 2012 à Bergame en Lombardie) est un joueur et entraîneur italien de football, qui évoluait en tant que milieu de terrain.
Il était surnommé « la mouette », pour sa façon de courir avec les bras écartés, comme des ailes.

## Biographie

### Joueur
Il commence sa carrière de joueur avec des équipes mineures piémontaises, avant de faire ses débuts en Serie A avec la Juventus (débutant sous les couleurs bianconere le 12 octobre 1947 lors d'une défaite 4-2 contre l'Inter), pour qui il joue durant deux saisons.
À l'été 1949, il est transféré à l'Atalanta, solution provisoire dans le désir de se relancer pour ensuite aller dans un plus grand club. Il s'adapte pourtant très bien à l'équipe, s'imposant tout de suite comme titulaire, ne voulant plus la quitter, et devenant une pièce maîtresse de l'équipe bergamasca. Il devient le joueur ayant joué le plus de matchs de l'histoire du club, jusqu'en 2010-2011 où il est dépassé par Gianpaolo Bellini.
Au total à la fin de sa carrière, il a en tout joué 328 matchs et inscrit 4 buts en Serie A, ainsi que 67 matchs en Serie B. Avec le maillot nerazzurro, il remporte le championnat de Serie B 1958-1959.

### Entraîneur
Après l'arrêt de sa carrière de joueur, Angeleri commence à entraîner le secteur jeunes de l'Atalanta, avant d'être promu à l'équipe première en 1965-1966, à la place d'Hector Puricelli. Après son expérience atalantina, qui dure jusqu'à la fin 1969, année où il est remplacé par Silvano Moro, il part prendre les rênes du Parma FC en Serie D, obtenant la promotion en Serie C.
Il entraîne ensuite de nombreuses équipes dans des divisions inférieures, avant de mettre un terme à sa carrière d'entraîneur au milieu des années 1980.